# Лусио Карлос
Лу́сио Ка́рлос Кажуэ́йро Со́уза (порт.-браз. Lúcio Carlos Cajueiro Souza; 20 июня 1979, Ресифи), более известный как Лусио Карлос (порт.-браз. Lúcio Carlos) — бразильский футболист, выступающий на позиции полузащитника.

## Биография
Лусио Карлос — воспитанник клуба «Унибол Пернамбуко» (Паулиста). На профессиональном уровне дебютировал в 1999 году в «Сан-Бенту» (Сорокаба) в Серии A3 Лиги Паулисты, где сразу же стал лучшим бомбардиром турнира. В 2000 году на правах аренды выступал в Кубке Жоао Авеланжа за столичную «Гаму».
В 2001 году выступал в Серии B за «XV ноября» (Пирасикаба), но за год сыграл лишь в шести матчах, после чего перешёл в «Итуано». Помог этой команде выиграть первый в истории титул чемпионов штата Сан-Паулу в 2002 году.
С 2003 по 2007 год Лусио выступал за «Палмейрас». В первом же сезоне помог «зелёным» выиграть Серию B и вернуться в элиту бразильского футбола. В 2006 году полузащитник на правах аренды играл за «Сан-Паулу», с которым впервые в карьере завоевал титул чемпиона Бразилии. В следующем году отправился в аренду в «Гремио», которому помог выиграть чемпионат штата Риу-Гранди-ду-Сул.
После окончания контракта с «Палмейрасом» на правах свободного агента перешёл в берлинскую «Герту». В сентябре 2008 года получил тяжёлую травму, которая могла поставить конец на его карьере. После выздоровления был отдан в аренду в «Гремио», а в 2010 году подписал с «трёхцветными» полноценный контракт. В том же году во второй раз выиграл Лигу Гаушу.
В 2012 году Лусио перешёл в клуб Серии A «Наутико». В 2013 году выступал за «Форталезу» в Серии C Бразилии и чемпионате штата Сеара. Однако за год Лусио провёл лишь 10 матчей в различных турнирах, забив один гол. В 2014 году Лусио Карлос стал свободным агентом и на протяжении года не мог найти себе новую команду. В январе 2015 года стал игроком «Салгейру». Завершал сезон в Серии B в составе «Санта-Круза». Помог команде занять второе место и вернуться в Серию A.
Последним клубом Лусио стал «Веранополис». По окончании Лиги Гаушу 2016 полузащитник стал свободным агентом, но о завершении карьеры официально не объявлял.

## Титулы и достижения
- Чемпион штата Сан-Паулу (1): 2002
- Чемпион Лиги Паулисты A3 (1): 1999
- Чемпион штата Риу-Гранди-ду-Сул (2): 2007, 2010
- Чемпион Бразилии (1): 2006
- Чемпион Бразилии в Серии B (1): 2003
- Лучший бомбардир Лиги Паулисты A3 (1): 1999 (17 голов)